# 熊锦梅
熊锦梅（1967年—），广东阳春人，汉族，中华人民共和国政治人物、第十二届全国人民代表大会广东地区代表。
毕业于广州医学院临床医学专业。加入中国农工民主党。2013年，担任全国人大代表。